# Tannhausen
Tannhausen ist eine Gemeinde in Baden-Württemberg und gehört zum Ostalbkreis.

## Geographie

### Geographische Lage
Tannhausen liegt im oberen Tal der Schneidheimer Sechta etwa 20 Kilometer östlich von Ellwangen am Rande des Nördlinger Ries an der württembergisch-bayrischen Grenze, und zwar dort, wo die bayerischen Regierungsbezirke Schwaben und Mittelfranken aneinandergrenzen.

### Nachbargemeinden
Die Gemeinde grenzt im Norden an Stödtlen, im Osten an die bayerischen Gemeinden Wilburgstetten (Landkreis Ansbach, Mittelfranken) und Fremdingen (Landkreis Donau-Ries, Schwaben), im Süden an Unterschneidheim und im äußersten Westen an das Stadtgebiet von Ellwangen.

### Gemeindegliederung
Zur Gemeinde Tannhausen gehören das Dorf Tannhausen, die Weiler Bergheim, Bleichroden, Ellrichsbronn, Hagenbucherhof, Riepach und Sederndorf sowie die abgegangenen Ortschaften Kleinrietpach (?), Karthausen (?), Forstweiler und Kreuthof.

### Flächenaufteilung
Nach Daten des Statistischen Landesamtes, Stand 2014.

## Geschichte

### Geschichte bis zur Mediatisierung

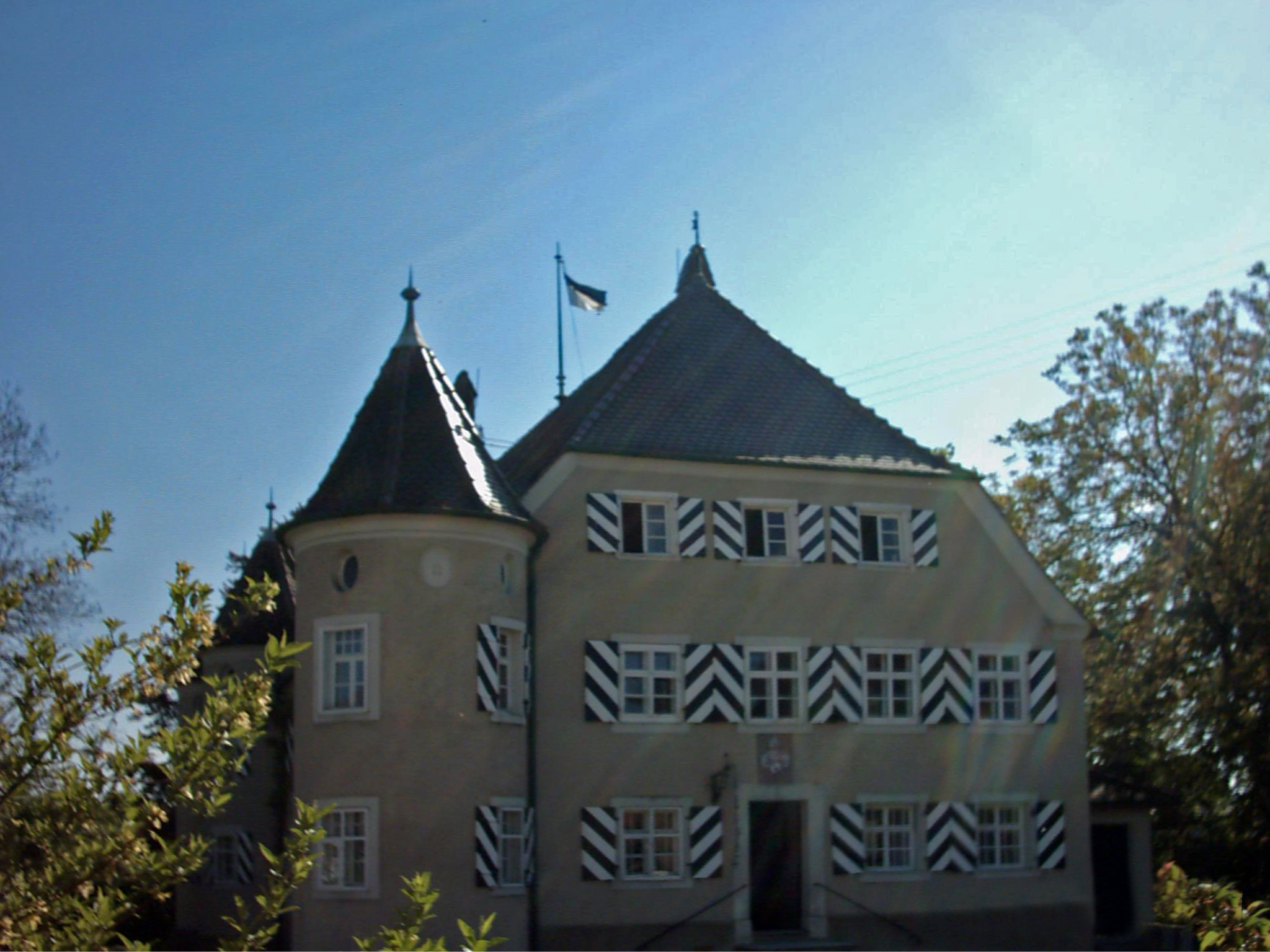
Stammsitz der Freiherren von und zu Thannhausen

Tannhausen wurde im Jahre 1100 erstmals urkundlich erwähnt. Zu dieser Zeit war der Ortsadel, die Freiherren von und zu Thannhausen, bereits hier ansässig und ist es bis heute. Neben dem Ortsadel hatten verschiedene geistliche und weltliche Herrschaften Rechte in dem Dorf.
Bei einem Dorfbrand im Jahre 1620 gingen 100 Häuser und der Kirchturm verloren.

### Seit württembergischer Zeit
Durch die Mediatisierung kam Tannhausen mit der Rheinbundakte 1806 zum Königreich Bayern und schließlich 1810 durch den Grenzvertrag zwischen den Nachbarländern zum Königreich Württemberg. Zur Verwaltung war der Ort von 1810 bis 1938 dem Oberamt Ellwangen zugeordnet. Bei der Kreisreform während der NS-Zeit in Württemberg gelangte Tannhausen 1938 zum Landkreis Aalen. Nach dem Zweiten Weltkrieg lag die Gemeinde in der Amerikanischen Besatzungszone und somit im neu gegründeten Land Württemberg-Baden, das 1952 im jetzigen Bundesland Baden-Württemberg aufging. Im Zuge der Kreisreform von 1973 kam Tannhausen zum neuen Ostalbkreis.

## Religionen
Da die Thannhäuser Freiherren katholisch blieben, ging die Reformation am Ort vorbei. Auch heute noch ist die Mehrzahl der Bewohner der römisch-katholischen Konfession zugehörig. Die heutige katholische Kirchengemeinde St. Lukas in Tannhausen gehört zur Seelsorgeeinheit Virngrund Ost des Dekanats Ostalb. Die evangelisch Gläubigen gehören zur Kirchengemeinde Walxheim.

## Politik

### Verwaltungsverband
Die Gemeinde ist Sitz des Gemeindeverwaltungsverbands Tannhausen, dem außerdem noch Stödtlen und Unterschneidheim angehören.

### Gemeinderat
Die Gemeinderatswahl am 9. Juni 2024 wurde erstmalig mit nur einer Liste "Freie Bürgerliste Tannhausen" durchgeführt.

### Bürgermeister
Seit dem 21. Juni 2022 ist Siegfried Czerwinski Bürgermeister. Er folgte Manfred Haase nach, der von 1998 bis 2022 amtierte. 2006 wurde er erstmals wiedergewählt. Im Mai 2014 wurde er mit 69,9 Prozent der Stimmen für eine dritte Amtszeit gewählt. Bei der Bürgermeisterwahl 2022 trat er nicht erneut an. Am 22. Mai 2022 wurde Czerwinski mit 51,7 Prozent der Stimmen zum Bürgermeister gewählt.

## Wirtschaft und Infrastruktur
Tannhausen ist keine reine Wohngemeinde; am Ort gibt es mehr als 400 Arbeitsplätze. Etwa 500 Arbeitnehmer verdienen ihren Lebensunterhalt außerhalb der Gemeinde.

### Ansässige Unternehmen
Tannhausen ist der Hauptsitz der Sonnengartenstiftung Tannhausen, die 1970 aus dem Altenheim Tannhausen entstand. Das Altenheim Tannhausen wurde 1958 als privates Altenheim mit 16 Betten begründet. Durch mehrere Erweiterungen wurde die Zahl der Pflegeplätze bis 1980 auf 147 Betten erhöht, aufgrund der Landesheimbauverordnung Baden-Württemberg musste die Einrichtung im Jahre 2019 die Anzahl der vorgehaltenen Pflegeplätze auf 95 Plätze reduzieren. Die Einrichtung „Wohnen & Pflege Im Sonnengarten“ verfügt über etwa 100 Arbeitsplätze.
Die Firma Lipp Behälterbau entstand zu Ende der 1950er Jahre aus einem Handwerksbetrieb. Das Unternehmen bietet Biogasanlagen an und beschäftigt ca. 50 Mitarbeiter (Stand 2010). Der Gründer Xaver Lipp wurde 1982 mit der Rudolf-Diesel-Medaille ausgezeichnet, das Unternehmen 2005 mit dem Innovationspreis des Landes Baden-Württemberg.

### Bildung
In Tannhausen gibt es eine Grundschule und einen römisch-katholischen Kindergarten. Alle weiterführenden Schulen befinden sich in Unterschneidheim, Bopfingen oder Ellwangen und sind durch den öffentlichen Personennahverkehr gut zu erreichen.

## Söhne und Töchter der Gemeinde
- Dominicus Mettenleiter (1822–1868), Geistlicher, Kirchenmusiker und Musikschriftsteller